# El camí de l'oest
 El camí de l'oest  (títol original en anglès: The Way West) és una pel·lícula estatunidenca dirigida per Andrew V. McLaglen el 1967. Es tracta de l'adaptació de la novel·la d'Alfred Bertram Guthrie Jr. The Way West  premi Pulitzer el 1950. Kirk Douglas i Robert Mitchum hi tenen els papers principals. Ha estat doblada al català.

## Argument
Als Estats Units, el 1843, un grup de colons americans marxa de Missouri per instal·lar-se a Oregon.

## Repartiment
- Kirk Douglas: Senador William J. Tadlock
- Robert Mitchum: Dick Summers
- Richard Widmark: Lije Evans
- Lola Albright: Rebecca Evans
- Jack Elam: Preacher Weatherby
- Mike Witney: Johnnie Mack
- Sally Field: Mercy McBee
- Stubby Kaye: Sam Fairman
- Katherine Justice: Amanda Mack
- Michael McGreevey: Brownie Evans
- Connie Sawyer: Mrs. McBee
- Harry Carey Jr.: Mr. McBee
- Paul Lukather: Mr. Turley
- Eve McVeagh: Mrs. Masters